# Giải vô địch bóng đá U-16 châu Á 1985
Giải vô địch bóng đá U-16 châu Á 1985 là phiên bản đầu tiên của giải vô địch bóng đá U-16 châu Á tổ chức bởi Liên đoàn bóng đá châu Á (AFC). Đây là giải đấu dành cho các đội tuyển U-16 của châu Á và cũng là vòng loại cho giải vô địch bóng đá U-16 thế giới 1985 diễn ra tại Trung Quốc. Đội tuyển Ả Rập Xê Út đã vô địch giải đấu sau khi đánh bại Qatar trên loạt sút luân lưu. Cả hai đội cùng Trung Quốc tham dự Giải vô địch bóng đá U-16 thế giới 1985.

## Vòng bảng

### Bảng A
| Đội         | ST | T | H | B | BT | BB | HS | Đ |
| ----------- | -- | - | - | - | -- | -- | -- | - |
| Qatar       | 1  | 1 | 0 | 0 | 3  | 1  | +2 | 2 |
| Ả Rập Xê Út | 2  | 1 | 0 | 1 | 4  | 3  | +1 | 2 |
| Nhật Bản    | 1  | 0 | 0 | 1 | 0  | 3  | −3 | 0 |
| Kuwait 1    | 0  | 0 | 0 | 0 | 0  | 0  | 0  | 0 |

1 Kuwait rút lui
| Qatar | 3−1 | Ả Rập Xê Út |
| ----- | --- | ----------- |
|       |     |             |

| Ả Rập Xê Út | 3−0 | Nhật Bản |
| ----------- | --- | -------- |
|             |     |          |

- Trận đấu giữa Qatar và Nhật Bản diễn ra vào ngày 3 tháng 2, nhưng bị hủy.

### Bảng B
| Đội        | ST | T | H | B | BT | BB | HS | Đ |
| ---------- | -- | - | - | - | -- | -- | -- | - |
| Thái Lan   | 3  | 1 | 2 | 0 | 3  | 2  | +1 | 4 |
| Iraq       | 3  | 2 | 0 | 1 | 2  | 1  | +1 | 4 |
| Nam Yemen  | 3  | 0 | 2 | 1 | 4  | 5  | −1 | 2 |
| Trung Quốc | 3  | 0 | 2 | 1 | 2  | 3  | −1 | 2 |

| Iraq       | 1−0 | Trung Quốc |
| ---------- | --- | ---------- |
| Abdul-Nabi |     |            |

| Thái Lan | 2−2 | Nam Yemen |
| -------- | --- | --------- |
|          |     |           |

| Iraq    | 1−0 | Nam Yemen |
| ------- | --- | --------- |
| Farhood |     |           |

| Thái Lan | 0−0 | Trung Quốc |
| -------- | --- | ---------- |
|          |     |            |

| Thái Lan | 1−0 | Iraq |
| -------- | --- | ---- |
|          |     |      |

| Trung Quốc | 2−2 | Nam Yemen |
| ---------- | --- | --------- |
|            |     |           |

## Bán kết
| Qatar | 1−0 | Iraq |
| ----- | --- | ---- |
|       |     |      |

| Ả Rập Xê Út | 1−0 | Thái Lan |
| ----------- | --- | -------- |
|             |     |          |

## Tranh hạng ba
| Iraq   | 1−0 | Thái Lan |
| ------ | --- | -------- |
| Saddam |     |          |

## Chung kết
| Ả Rập Xê Út | 0−0 (h.p.) (4-3 pen.) | Qatar |
| ----------- | --------------------- | ----- |
|             |                       |       |

## Vô địch
| Giải vô địch bóng đá U-16 châu Á 1985 |
| ------------------------------------- |
| · Ả Rập Xê Út · Lần đầu tiên          |

## Tham dựGiải vô địch bóng đá U-16 thế giới 1985
- Trung Quốc (chủ nhà của Giải vô địch bóng đá U-16 thế giới 1985)
- Ả Rập Xê Út
- Qatar